# Lepidopygopsis typus
Lepidopygopsis typus är en fiskart som beskrevs av Raj, 1941. Lepidopygopsis typus ingår i släktet Lepidopygopsis och familjen karpfiskar. IUCN kategoriserar arten globalt som starkt hotad. Inga underarter finns listade i Catalogue of Life.